# Nie poddawaj się!

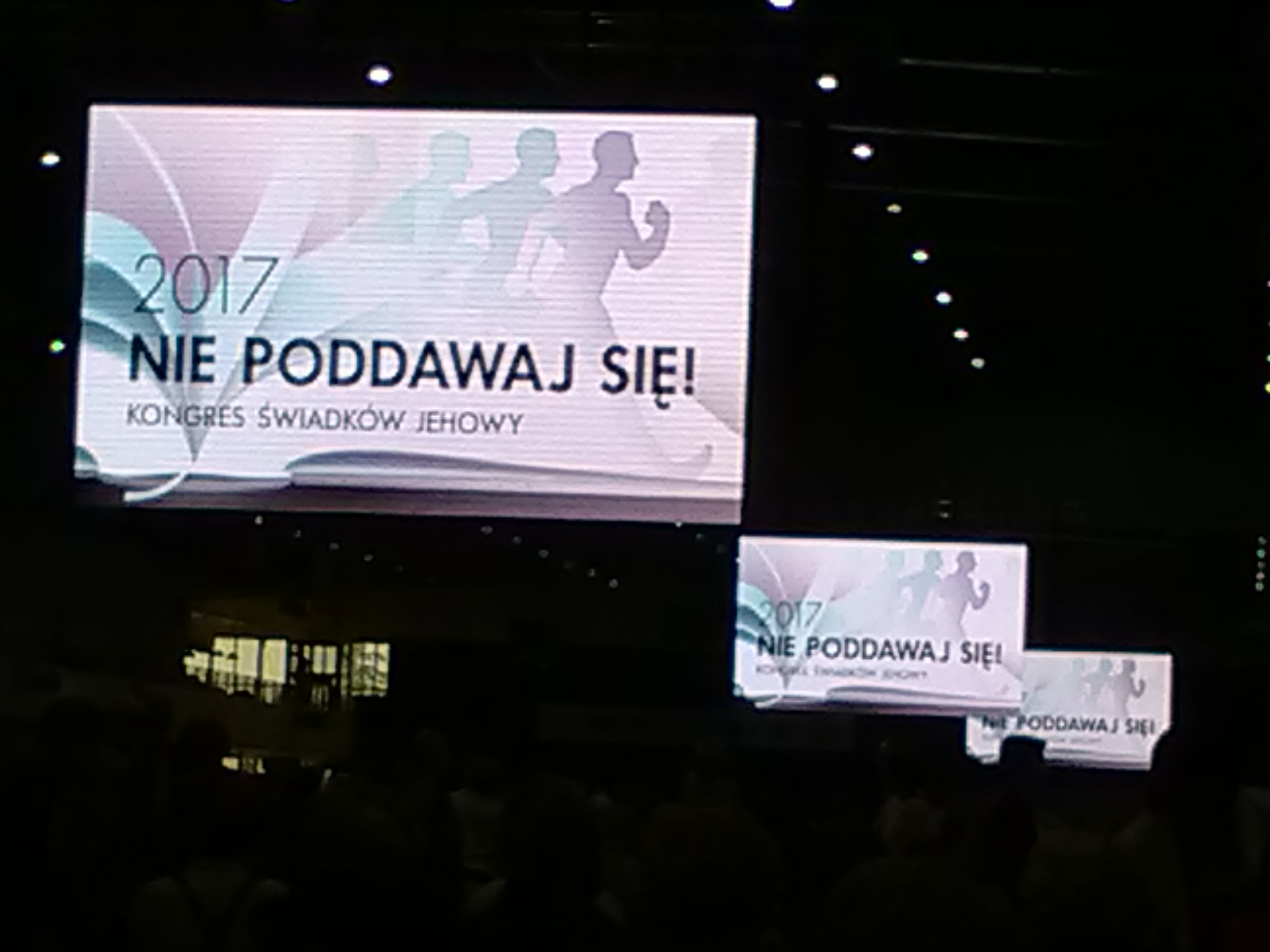
Hasło kongresowe „Nie poddawaj się!” wyeksponowane na telebimach (Poznań, 2017)

Nie poddawaj się! – ogólnoświatowa seria trzydniowych kongresów (dużych spotkań religijnych) zorganizowanych przez Świadków Jehowy. Kongresy rozpoczęły się w maju 2017 roku na półkuli północnej, a zakończyły się w grudniu 2017 roku na półkuli południowej. W trakcie ich serii odbyło się 8 kongresów specjalnych o zasięgu międzynarodowym w 8 krajach świata oraz mniejsze, kongresy regionalne w przeszło 180 krajach.
Program kongresu miał na celu udzielenie pomocy w doskonaleniu umiejętności znoszenia prób. Kierował uwagę na wytrwałość, która nie zależy od sprzyjających okoliczności, ale od tego, by polegać na Jehowie Bogu (Rzym. 12:12). Zwracał uwagę na obietnicę Jezusa Chrystusa: „Ten, kto wytrwa do końca, zostanie wybawiony” (Mat. 24:13). Według organizatorów – Ciała Kierowniczego Świadków Jehowy – kongres miał także na celu wykazanie się wiernością bez względu na napotykane przeszkody. Każda próba, z której teraz wychodzi się zwycięsko, wzmacnia przed nadejściem wielkiego ucisku. Myśl przewodnia kongresu miała związek z tekstem biblijnym z Gal. 6:9 : „Nie ustawajmy w czynieniu tego, co szlachetne” (NW). Program miał również za zadanie dodanie sił potrzebnych, by nie tylko przetrwać, ale też skutecznie radzić sobie z trudnościami. Zdaniem organizatorów, coraz więcej ludzi pod wpływem narastających problemów i codziennych kłopotów, czuje się zniechęconych i rozczarowanych, a program miał takim osobom dodać otuchy i nadziei.

## Kongresy specjalne
W ramach serii zaplanowano kongresy specjalne w Austrii: Wiedeń; Boliwii: Cochabamba; Indonezji: Dżakarta; Kanadzie: Toronto; Kazachstanie: Ałmaty; Madagaskarze: Antananarywa; Rumunii: Kluż-Napoka, Włoszech: Mediolan. Pozostałe kongresy w przeszło 180 krajach.

### Kongres specjalny w Austrii

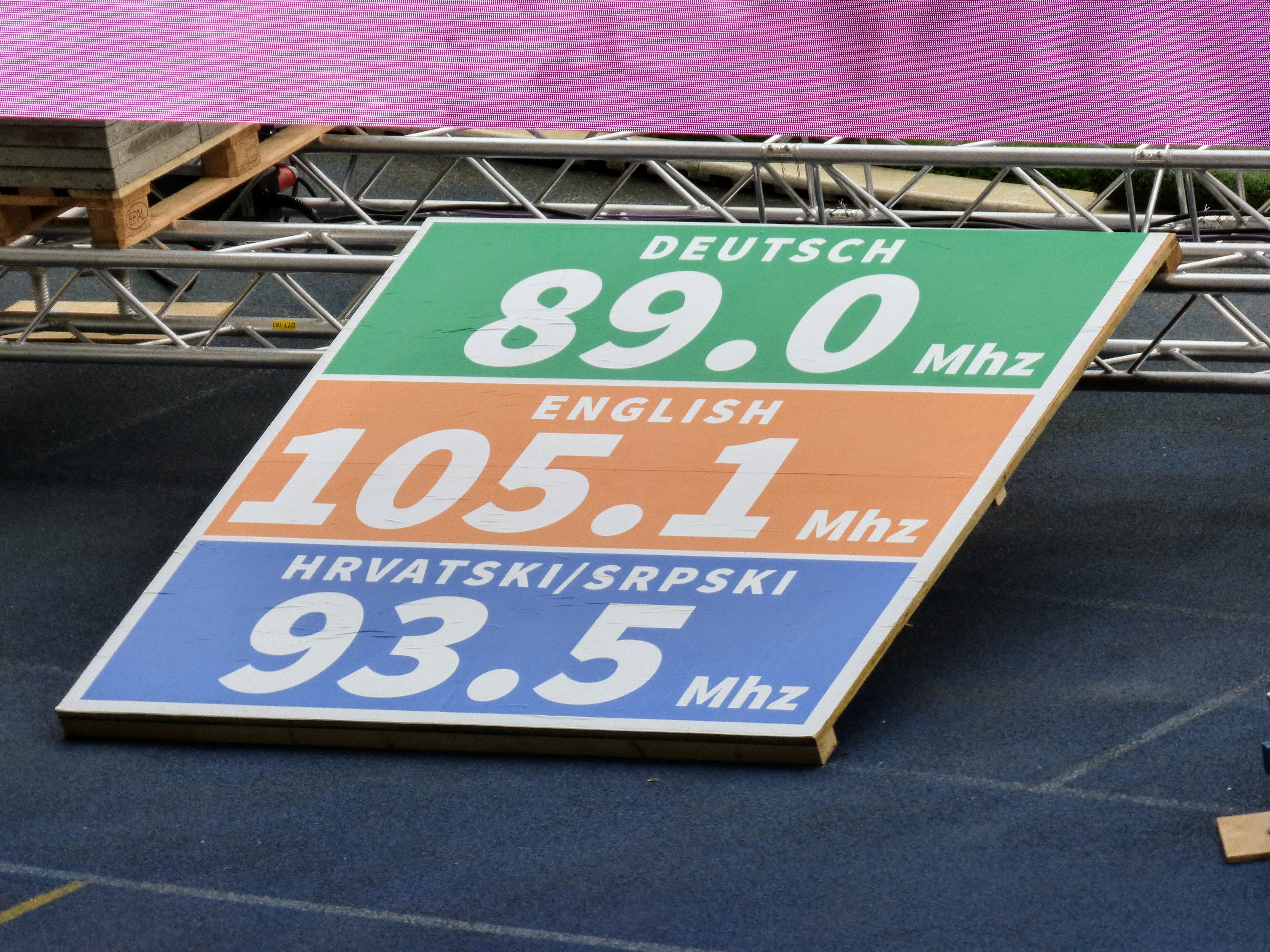
Tablica z podanymi częstotliwościami radiowymi programu w trzech językach. Przygotowania do kongresu w Wiedniu

W dniach od 16 do 18 czerwca 2017 roku w Wiedniu odbył się kongres specjalny z udziałem zagranicznych delegacji, m.in. z Chorwacji, Czech, Luksemburga, Macedonii, Serbii, Słowacji, Słowenii i Stanów Zjednoczonych. Na Ernst-Happel-Stadion zgromadziło się przeszło 30 000 osób, w tym około 4000 delegatów z byłej Jugosławii.

### Kongres specjalny w Boliwii
W dniach od 27 do 29 października 2017 roku w mieście Cochabamba na terenie kompleksu pawilonów wystawowych (Fundación para la Feria Internacional de Cochabamba [FEICOBOL]) odbył się kongres specjalny, w którym uczestniczyło blisko 17 000 osób z 20 krajów, m.in. z Argentyny, Brazylii, Chile, Paragwaju, Peru i Stanów Zjednoczonych. Przed kongresem na terenie kompleksu przeprowadzono generalne prace porządkowe, a podczas jego trwania Świadkowie Jehowy prezentowali wystawę przedstawiającą różnorodność lokalnej kultury. Stworzyli również muzeum rdzennej kultury boliwijskiej, które podarowali obiektom wystawowym FEICOBOL. W efekcie Świadkowie Jehowy zostali nagrodzeni przez Wydział Kultury w Cochabambie.

### Kongres specjalny w Indonezji
W dniach od 17 do 19 listopada 2017 roku w Dżakarcie odbył się kongres specjalny z udziałem delegacji z Australii, Filipin, Japonii, Malezji, Nepalu, Papui-Nowej Gwinei, Rosji, Stanów Zjednoczonych, Tajlandii i z Wietnamu.

### Kongres specjalny w Kanadzie
W dniach od 21 do 23 lipca 2017 roku w Toronto odbył się kongres specjalny z udziałem zagranicznych delegacji, m.in. z Francji, Irlandii, Wielkiej Brytanii i Stanów Zjednoczonych.

### Kongres specjalny w Kazachstanie
W dniach od 23 do 25 czerwca 2017 roku w Ałmaty odbył się kongres specjalny z udziałem zagranicznych delegacji, m.in. z Gruzji, Kirgistanu, Niemiec, Rosji, Stanów Zjednoczonych i Ukrainy. W wyniku nacisków władz państwowych, umowy na wynajęcie obiektów kongresowych zostały anulowane. Dlatego 1500 delegatów spotkało się razem z miejscowymi Świadkami Jehowy na kongresie na terenie Chrześcijańskiego Centrum Świadków Jehowy. Policja zatrzymywała autokary przewożące większość z 1500 zagranicznych delegatów z hoteli na obiekt kongresowy. Uczestników kongresu poddawano trwającej 3 godziny kontroli bez podania przyczyn.

### Kongres specjalny na Madagaskarze
W dniach od 18 do 20 sierpnia 2017 roku w Antananarywie odbył się kongres specjalny z udziałem zagranicznych delegacji, m.in. z Kenii, Majotty, Malawi, Mauritiusa, Mozambiku, Południowej Afryki, Reunionu, Stanów Zjednoczonych i Zambii.

### Kongres specjalny w Rumunii
W dniach od 18 do 20 sierpnia 2017 roku w mieście Kluż-Napoka odbył się kongres specjalny z udziałem zagranicznych delegacji, m.in. z Bułgarii, Grecji, Mołdawii, Polski (250-osobowa delegacja), Stanów Zjednoczonych, Ukrainy i z Węgier.

### Kongres specjalny we Włoszech
W dniach od 21 do 23 lipca 2017 roku w Mediolanie odbył się kongres specjalny z udziałem przeszło 2000 zagranicznych delegatów z Albanii, Chorwacji, Francji, Hiszpanii, Stanów Zjednoczonych i Szwajcarii. W Forum di Assago oraz w Teatro della Luna zgromadziło się przeszło 15 000 osób.

## Kongresy regionalne na świecie
Kongresy regionalne zorganizowano w ponad 180 krajach.

### Polska
Odbyły się w 32 kongresy w 22 miastach, w 5 językach: polskim, angielskim, rosyjskim (dwa), ukraińskim i polskim migowym (138 343 obecnych, 693 ochrzczonych).
- Warszawa: W kongresie w dniach od 30 czerwca do 2 lipca 2017 roku na stadionie Legii[21] uczestniczyli zbory z województwa mazowieckiego[22].
- Białystok: Stadion Miejski; 23–25 czerwca[23]
- Gdańsk: Ergo Arena; 14–16 lipca[24]
- Gorzów Wielkopolski: Stadion im. Edwarda Jancarza
- Kalisz: Arena Kalisz; 21–23 lipca; ponad 3100 obecnych[5] (z tego ponad 300 z powiatu pleszewskiego[25]), ochrzczono 24 osoby[26]
- Kędzierzyn-Koźle: Hala Widowiskowo-Sportowa Azoty; 14–16 lipca[27]
- Kielce: Targi Kielce; 7–9 lipca; ponad 4 tysiące obecnych[28], ochrzczono 20 osób[29]
- Koszalin: Hala Widowiskowo-Sportowa w Koszalinie
- Lublin: Arena Lublin; 21–23 lipca[30]. Ponad 10 tysięcy obecnych[31]
- Lubin: hala RCS; 7–9 lipca[32][33]. W kongresie uczestniczyli głosiciele i zaproszeni goście z Lubina, Legnicy, Głogowa, Leszna, Rawicza, Gostynia, Żarowa, Środy Śląskiej, Strzegomia, Wińska, Wołowa oraz okolicznych miejscowości[34][35][36]
- Łódź: Atlas Arena; 14–16 lipca[37]. W kongresie uczestniczyło ponad 10 000 osób[38]
- Ostróda: Arena Ostróda; 4–6 sierpnia[39]. W kongresie uczestniczyło ponad 4500 osób z 53 miejscowych zborów[40]
- Płock; 28–30 lipca: Orlen Arena[41]. Ponad 2700 obecnych, 14 osób zostało ochrzczonych[42]
- Poznań: Międzynarodowe Targi Poznańskie; 23–25 czerwca[43]
- Rzeszów: Hala Podpromie; 7–9 lipca[44]. W kongresie uczestniczyło przeszło 4700 osób[45] z terenu województwa podkarpackiego[46], ochrzczono 20 osób[47][48][49]
- Sosnowiec: Centrum Kongresowe Świadków Jehowy; pięć kongresów regionalnych. 14–16 lipca[50][51][52] uczestniczyły osoby z Katowic, Chorzowa, Tychów, Świętochłowic, Siemianowic Śląskich, Będzina, Czeladzi, Siewierza, Jastrzębia Zdrój, Żor i Wodzisławia Śląskiego. W sumie przeszło 6600 osób[53][54]. W kongresie w dniach 21–23 lipca brały udział osoby z ponad 50 zborów m.in. z Krakowa i jego okolic oraz innych miast województwa małopolskiego, południowej części województwa świętokrzyskiego oraz z miejscowości Pszów, Racibórz i Rydułtowy[55]. Uczestniczyło w nim ponad 5000 osób[56], a 17 osób zostało ochrzczonych[57]. W kongresie w dniach 28–30 lipca brali udział osoby m.in. z Bielska-Białej, Żywca, Cieszyna, Pszczyny, Klucz, Jaworzna, Oświęcimia[58], Bolesławia, Bukowna, Klucz, Olkusza[59] oraz Wolbromia. 17 osób zostało ochrzczonych[60][61]. W kongresie w dniach 4–6[62] wzięli udział Świadkowie Jehowy z Częstochowy, Kłobucka, Lublińca, Radomska, Dąbrowy Górniczej, Myszkowa, Zawiercia, Sosnowca, Mysłowic oraz ich okolic, w sumie 5268 osób, ochrzczono 35 osób[63]. Kongres odbył się również w dniach 11–13 sierpnia. W serii wszystkich kongresów w Sosnowcu wzięło udział łącznie ponad 30 tysięcy osób[64].
- Szczecin: Azoty Arena; 14–16 lipca; 5589 obecnych[65]
- Toruń: Arena Toruń; 23–25 czerwca[66]
- Wałbrzych: Aqua Zdrój; 7–9 lipca[67]. Liczba obecnych wyniosła ponad 2600 osób, a 16 osób zostało ochrzczonych[68]
- Wrocław: Hala „Orbita”; dwa kongresy (30 czerwca–2 lipca oraz 7–9 lipca)[69][70]
- Zgorzelec: PGE Turów Arena; 23–25 czerwca[71]; 2826 obecnych[72]
- Zielona Góra: Hala MOSiR; 7–9 lipca[73]
  - Warszawa: Sala Zgromadzeń. Od 11 do 13 sierpnia 2017 roku program kongresu był przedstawiany w polskim języku migowym[74]. Obecni byli niesłyszący ze wszystkich regionów kraju[75]. Na obiekcie tym odbyły się też kongresy w języku angielskim, rosyjskim i ukraińskim (po raz pierwszy w Polsce).
  - Malbork: Sala Zgromadzeń. Program w języku rosyjskim przygotowany dla rosyjskich Świadków Jehowy z terenu obwodu królewieckiego.

### Angola
25 sierpnia 2017 roku w czasie odbywającego się kongresu regionalnego w Sali Zgromadzeń w Luandzie, 405 uczestników straciło przytomność, gdy w głównym audytorium oraz w toaletach nieznani sprawcy rozpylili trujący gaz. Nikt nie zginął, a 43 poszkodowanym udzielono pomocy medycznej w miejscowych szpitalach. Jeszcze tego samego dnia policja zatrzymała trzech podejrzanych mężczyzn. W kongresie uczestniczyło ponad 12 000 osób, a 188 zostało ochrzczonych.

### Demokratyczna Republika Konga
25 sierpnia 2017 roku na kongresie ogłoszono wydanie „Pisma Świętego w Przekładzie Nowego Świata” w języku tshiluba.

### Finlandia
5137 delegatów z Rosji, gdzie w kwietniu rosyjski Sąd Najwyższy zdelegalizował Centrum Administracyjne Świadków Jehowy w Rosji oraz wszystkie prawnie zarejestrowane lokalne organizacje religijne (LRO), którymi posługują się Świadkowie Jehowy, brało udział w kongresie regionalnym w języku rosyjskim w Helsinkach. W krótkim czasie znaleziono 4373 miejsca noclegowe. Niektórzy przyjechali pociągami z dalekich wschodnich krańców Rosji np. okolic Władywostoku. Ochrzczono 33 osoby. Ciało Kierownicze Świadków Jehowy reprezentował Mark Sanderson.

### Ukraina
W kongresie regionalnym w Kijowie uczestniczyła też delegacja z Rosji.

## Niektóre punkty programu
Trzydniowy program kongresu składał się z 52 części; przemówień, słuchowiska, wywiadów i krótkich filmów.
- Filmy: „Pamiętaj o żonie Lota” (3 części) (Łk 17:28–33)[83].
- Słuchowiska: Jehowa wybawia swoich sług (Wj 3:1–22; 4:1–9; 5:1–9; 6:1–8; 7:1–7; 14:5–10, 13–31; 15:1–21)[84].
- Publiczny wykład biblijny: Nigdy nie trać nadziei! (Iz 48:17; Jr 29:11)[85][86].

## Kampania informacyjna
Kongresy poprzedziła trzytygodniowa ogólnoświatowa kampania informacyjna – jedenasta tego rodzaju, polegająca na rozpowszechnianiu specjalnych zaproszeń na kongresy zorganizowane w ponad 180 krajach. Wstęp na kongresy był wolny, również bez zaproszeń.